# Spencer (Iowa)
Spencer é uma cidade localizada no estado americano de Iowa, no Condado de Clay.

## Demografia
Segundo o censo americano de 2000, a sua população era de 11.317 habitantes.
Em 2006, foi estimada uma população de 11.059, um decréscimo de 258 (-2.3%).

## Geografia
De acordo com o United States Census Bureau tem uma área de
26,3 km², dos quais 26,2 km² cobertos por terra e 0,1 km² cobertos por água. Spencer localiza-se a aproximadamente 444 m acima do nível do mar.

## Localidades na vizinhança
O diagrama seguinte representa as localidades num raio de 16 km ao redor de Spencer.